# Jimmer Fredette
James Taft "Jimmer" Fredette (Glens Falls, New York, 25. veljače 1989.) američki je profesionalni košarkaš, član momčadi Sacramento Kingsa. Igra na poziciji beka šutera.
Fredettea su izabrali Milwaukee Bucksi kao 10. izbor 1. kruga NBA Drafta 2011. te ga odmah proslijedili u Sacramento Kingse. Igrač je postao relativno poznat već u studentskim danima, kada je, nastupajući za momčad sveučilišta Brigham Young, bio najbolji strijelac NCAA prve divizije, a pobrao je i brojne nagrade.

## Vanjske poveznice
- Profil na NBA.com